# Coganus breviatus
Coganus breviatus är en insektsart som beskrevs av Timothy M. Cogan 1916. Coganus breviatus ingår i släktet Coganus och familjen dvärgstritar. Inga underarter finns listade i Catalogue of Life.